# Opera Nazionale Finlandese
L'Opera Nazionale Finlandese (Finlandese: Suomen Kansallisooppera; Svedese: Finlands Nationalopera) è una compagnia d'opera finlandese con sede a Helsinki. La sua sede di base è l'Opera House sulla baia di Töölönlahti in Töölö, che è stata aperta nel 1993 ed è di proprietà dello stato. L'Opera House dispone di due sale, l'auditorium principale con 1.350 posti a sedere e un auditorium piccolo studio con 300-500 posti a sedere.

## Storia

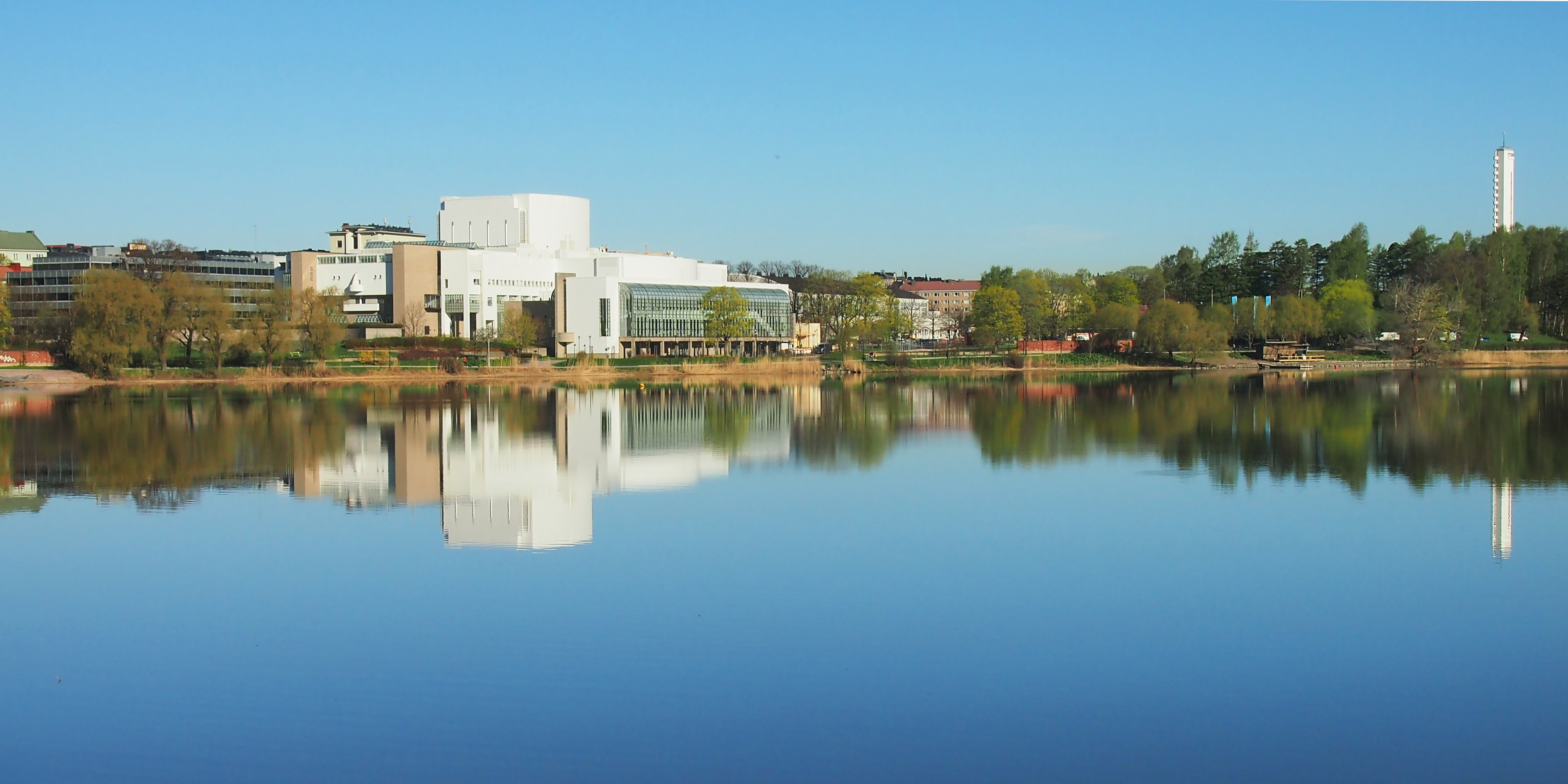
L'Opera House e la torre dello Stadio Olimpico

Gli spettacoli d'opera regolari iniziarono in Finlandia nel 1873 con la fondazione dell'Opera Finlandese da Kaarlo Bergbom. Prima di questo, le opere venivano eseguite in Finlandia sporadicamente da compagnie in tournée e in alcune occasioni da dilettanti finlandesi: il primo caso di queste produzioni fu Il Barbiere di Siviglia nel 1849. Tuttavia la Compagnia finlandese d'Opera presto fu sommersa da una crisi finanziaria e si chiuse nel 1879. Nel corso dei sei anni di funzionamento, la compagnia d'opera di Bergbom aveva dato 450 spettacoli per un totale di 26 opere e la compagnia era riuscita a dimostrare che l'opera può essere cantata anche in finlandese. Dopo lo scioglimento dell'Opera finlandese, il pubblico d'opera di Helsinki doveva limitarsi a spettacoli di compagnie d'opera in visita e produzioni operistiche occasionali presso il Teatro Nazionale Finlandese.
La reincarnazione della istituzione dell'opera finlandese ebbe luogo circa 30 anni più tardi. Un gruppo di persone di rilievo per la società e la cultura, guidato dalla star internazionale il soprano Aino Ackté, fondò l'Opera Nazionale nel 1911. Fin dall'inizio, l'opera decise di coinvolgere artisti sia stranieri che finlandesi. Pochi anni dopo l'Opera nazionale fu ribattezzata Opera Finlandese nel 1914. Nel 1956, l'Opera Finlandese, a sua volta, fu rilevata dalla Fondazione dell'Opera Nazionale Finlandese e acquisì il suo nome attuale.
Tra il 1918 e il 1993 la sede dell'opera fu il Teatro Alexander, che era stato assegnato alla compagnia in via definitiva. La sede fu inaugurata con uno spettacolo di apertura dell'Aida di Verdi. Quando il primo teatro Finlandese dedicato all'opera fu finalmente completato e inaugurato nel 1993, al vecchio teatro dell'opera fu restituito il suo nome originale, Teatro Alexander, dallo zar Alessandro II. In questo stesso anno l'Opera ha istituito il Premio Beniamino Gigli.

## Il Personale
L'Opera Nazionale Finlandese ha circa 30 cantanti solisti permanenti, un coro professionale di 60 cantanti ed una sua orchestra di 120 membri. Il Balletto dispone di 90 ballerini provenienti da 17 paesi. Tra tutti l'opera ha un organico di 735 dipendenti.
Tra i direttori musicali e i direttori d'orchestra del passato ci sono stati Armas Järnefelt (1932-36), Okko Kamu (1996–2000), Muhai Tang (2003–2006) e Mikko Franck (2006-2013). Con la stagione 2013-2014 il mezzosoprano finlandese Lilli Paasikivi è diventata direttore artistico della compagnia e il direttore tedesco Michael Güttler è diventato direttore principale della compagnia. I contratti iniziali per entrambi,  Paasikivi e Güttler sono stati per 3 anni. Dal 2008 Kenneth Greve ha prestato servizio come direttore artistico del Balletto Nazionale Finlandese. Il suo attuale contratto è fino al 2018.

## Produzioni
L'Opera Nazionale Finlandese mette in scena 4-6 anteprime ogni anno, tra cui almeno una prima mondiale di un'opera finlandese, come Rasputin di Einojuhani Rautavaara. Circa 20 opere diverse in 140 spettacoli si trovano nel programma lirico annuale. Il Balletto organizza circa 110 spettacoli all'anno. L'Opera Nazionale Finlandese ha circa 250.000 visitatori all'anno.